# سيرجيو غيديس
سيرجيو غيديس (بالبرتغالية: Sérgio Guedes‏) هو مدرب كرة قدم ولاعب كرة قدم برازيلي في مركز حراسة المرمى، ولد في 7 نوفمبر 1962 في ريو كلارو في البرازيل. شارك مع منتخب البرازيل لكرة القدم. أما مع النوادي، فقد لعب مع باوليستا وبوتافوغو ريغاتاس وبورتوغيزا سانتيستا ونادي إنترناسيونال ونادي بوتافوغو اس بي ونادي بونتي بريتا ونادي سانتوس ونادي غوياس ونادي كروزيرو ونادي كوريتيبا.

## وصلات خارجية
- سيرجيو غيديس على موقع قاعدة بيانات كرة القدم.إي يو (الإنجليزية)
- سيرجيو غيديس على موقع ناشيونال فوتبول تيمز (الإنجليزية)